# Yuanfeng (80-75 av. J.-C.)
Pour les articles homonymes, voir Yuanfeng.
L'ère Yuanfeng , ou Yuan-fong (septembre 80-75 av. J.-C.) (chinois traditionnel : 元鳳 ; simplifié : 元凤 ; pinyin : Yuánfèng ; litt. « Premier phœnix ») est la seconde ère chinoise de l'empereur Zhaodi de la dynastie Han.

## Chronique

### 1reannée(80av. J.-C.)
- le prince Liu Dan, secondé par Shangguang Jie et Sang Hongyang (en) tentent d'accuser Huo Guang de trahison mais l'empereur Zhaodi refuse de les croire. En réponse, ils planifient un coup d'État mais sont découverts. Liu Dan et la princesse Eyi se suicident et les conjurés sont exécutés.

### 5eannée(76av. J.-C.)
- naissance de Liu Shi, qui deviendra l'empereur Yuandi.

### 6eannée(75av. J.-C.)
- en réponse à l'attaque des Wuhuan, le général Fan Mingyou est envoyé en représailles.

| Yuanfeng               | 1re année    | 2de année    | 3e année     | 4e année     | 5e année     | 6e année     |
| ---------------------- | ------------ | ------------ | ------------ | ------------ | ------------ | ------------ |
| Calendrier julien      | 80 av. J.-C. | 79 av. J.-C. | 78 av. J.-C. | 77 av. J.-C. | 76 av. J.-C. | 75 av. J.-C. |
| Calendrier sexagésimal | Xinchou      | Renyin       | Guimao       | Jiachen      | Yisi         | Bingwu       |